# Stagione (televisione)
La stagione televisiva è il periodo di trasmissione regolare di un programma.

## Definizione
Il concetto di stagione si applica alla fiction — la cui lunghezza è variabile, rientrando in un ampio «recinto» che inquadra da 3 a 200 capitoli (rinominati episodi o più impropriamente puntate) — ed alla serie, che ha a sua volta una durata mutevole.
È da notare come ricadano sotto la casistica solo i programmi con almeno due cicli di trasmissione, escludendo in tal modo le miniserie.

## Trasmissione
Il criterio stagionale riguarda il periodo in cui la serie viene messa in onda, circostanza che coincide sovente con l'autunno.